# 金羊毛勋章 (格鲁吉亚)
金羊毛勋章（羅馬化：ok'ros sats'misis ordeni）是格鲁吉亚政府设立的国家级勋章。

## 历史
金羊毛勋章是格鲁吉亚的国家勋章，根据格前总统谢瓦尔德纳泽倡议于1998年6月26日设立，主要颁发给为维护格鲁吉亚国家独立、主权和安全，促进格经济社会发展，推动与其他国家友好合作关系及传播民族文化等方面作出杰出贡献的格鲁吉亚公民和外国友人。

## 获授者
以下列出部分知名获授者：

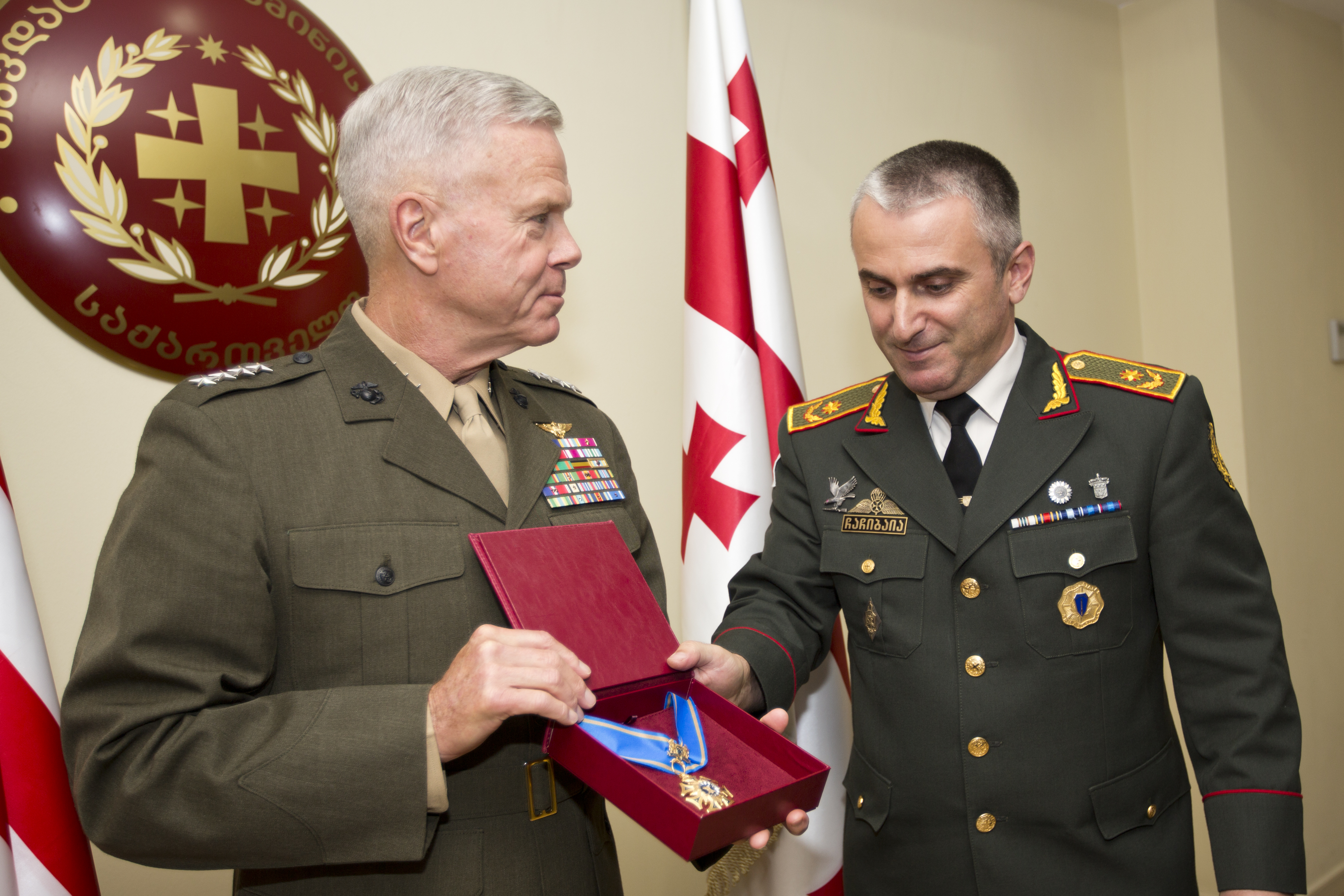
詹姆斯·阿莫斯

- 苏莱曼·德米雷尔（1999年）：土耳其总统
- 格哈特·施羅德（2000年）：德国总理
- 盖达尔·阿利耶夫（2001年）：阿塞拜疆总统[2]
- 萨马兰奇（2001年）：国际奥林匹克委员会主席[3]
- 伊丽莎白二世（2002年）：英国女王[4]
- 伊斯蘭·卡里莫夫（2003年）：首任乌兹别克斯坦总统[5]
- 拉苏尔·伽姆扎托夫（2003年）：俄罗斯阿瓦尔族诗人
- 基尔桑·伊柳姆日诺夫（2003年）：俄罗斯联邦卡尔梅克共和国首任总统[6]
- 巴爾多祿茂（2007年）：普世牧首[7]
- 托马斯·亨德里克·伊尔韦斯（2007年）：爱沙尼亚总统[8]
- 谢尔日·萨尔基相（2009年）：亚美尼亚总统
- 維克多·尤先科（2009年）：烏克蘭總統[9]
- 哈维尔·索拉纳（2010年）：欧盟理事会秘书长兼共同外交与安全政策高级代表[10]
- 斯特普·塔尔博特（2010年）：美国外交政策专家[11]
- 雷杰普·塔伊普·埃尔多安（2010年）：土耳其总理[12]
- 岳斌（2015年）：中国驻格鲁吉亚大使[13]
- 詹姆斯·阿莫斯（2014年）：第35届海军陆战队司令